# Юпяужшуо
Ю́пяужшуо — болото в Калевальском районе Республики Карелия.
Площадь болота составляет примерно 200 км², что делает Юпяужшуо самым большим болотом в Карелии и самым большим аапа-болотом в Фенноскандии. Расположено в низовье реки Кепа, к северо-востоку от места впадения той в реку Кемь.